# アステロパイオス
アステロパイオス （古希: Ἀστεροπαῖος, Asteropaios） は、ギリシア神話の人物である。河神アクシオスとアケッサメノスの娘ペリボイアの子のペラゴーンの子。
トロイア戦争のさい、パイオニア人の武将としてピューライクメースに従ってトロイアに赴き、ギリシア軍と戦った。アステロパイオスは両手利きの戦士で、パイオニア勢で最強の戦士とされた。
トロイア軍がギリシア軍の防壁を攻撃したさいには同盟軍を指揮したサルペードーンによって、グラウコスとともに副将に選ばれて戦った。しかしパトロクロスの死後、アキレウスが戦争に復帰したとき、トロイア軍とともにスカマンドロス河に追い落とされ、アキレウスに攻撃された。このとき河神スカマンドロスはトロイア兵を殺戮するアキレウスに怒り、アステロパイオスに勇気を吹き込んでアキレウスに立ち向かわせた。アステロパイオスは両手に2本の槍を持ち、同時にアキレウスに投げ、1本は防がれたが、1本はアキレウスの右腕を傷つけて血を流させた。アキレウスもアステロパイオスに槍を投げたがアステロパイオスはかわし、岸に深く突き刺さったアキレウスの槍を引き抜いて戦おうとした。しかしアステロパイオスは槍を抜くことができず、そのすきにアキレウスは剣でアステロパイオスを殺し、さらにパイオニア勢を殺戮した。このためスカマンドロスは大水を起してアキレウスを襲った。
後にアキレウスはパトロクロスの葬礼競技のさいに、アステロパイオスの武具をエウメーロスに、またアステロパイオスのトラーキア製の大剣をディオメーデースに与えた。
後世の伝承ではアステロパイオスを討ったことはトロイア戦争におけるアキレウスの戦功の1つに数えられ、ピロストラトスによればアステロパイオスは戦いでヘクトール以上にアキレウスを恐れさせた人物とされた。